# Saccolaimus peli
Saccolaimus peli е вид прилеп от семейство Emballonuridae. Видът не е застрашен от изчезване.

## Разпространение и местообитание
Разпространен е в Ангола, Габон, Гана, Гвинея, Демократична република Конго, Екваториална Гвинея, Камерун, Кения, Кот д'Ивоар, Либерия, Нигерия и Уганда.
Обитава гористи местности, крайбрежия и плажове в райони с тропически и субтропичен климат, при средна месечна температура около 24,1 градуса.

## Описание
Теглото им е около 53,4 g.